# La Palizada, San Luis Potosí
La Palizada är en ort i Mexiko.   Den ligger i kommunen Tampamolón Corona och delstaten San Luis Potosí, i den centrala delen av landet, 240 km norr om huvudstaden Mexico City. La Palizada ligger 130 meter över havet och antalet invånare är 154.
Terrängen runt La Palizada är kuperad åt nordväst, men åt sydost är den platt. Runt La Palizada är det ganska tätbefolkat, med 58 invånare per kvadratkilometer. Närmaste större samhälle är Tanquián de Escobedo, 19,4 km öster om La Palizada. Omgivningarna runt La Palizada är en mosaik av jordbruksmark och naturlig växtlighet.